# Andrés Suárez y Suárez
Andrés Suárez y Suárez (León, 1 de abril de 1920 - Oviedo, 19 de mayo de 2005), profesor universitario, fue catedrático de la Facultad de Veterinaria de León (1954-1997), decano de la Facultad de Veterinaria de León (1964-1967), director general de Educación Básica (febrero-octubre de 1977) y primer rector de la Universidad de León (1982-1984).

## Biografía
Nace en León el 1 de abril de 1920.  Estudia Veterinaria en la Facultad de Veterinaria de León (1939-1944). En 1945 logra la plaza de veterinario titular de La Rúa (Ourense) y más tarde de inspector veterinario de Escairón (Lugo). 
Se traslada a Madrid, donde ingresa en el Colegio Mayor César Carlos en el que coincidirá entre otros con Jaime Gil de Biedma, Carlos Bousoño, Pío Cabanillas Gallas y Aurelio Menéndez, y es, sucesivamente, ayudante de clases prácticas, profesor adjunto sustituto y profesor adjunto de la Cátedra de Fitotecnia, Economía Rural y Estadística Pecuaria de la Facultad de Veterinaria de Madrid (1949-1951).
En 1952, pensionado por el Consejo Superior de Investigaciones Científicas (CSIC) realiza una estancia en la Estación Experimental de Praticultura de Lodi y en la Universidad de Pisa (Italia). 
El 23 de noviembre de 1954 obtiene la Cátedra de Agricultura y Economía Agraria de la Facultad de Veterinaria de León, en la que permanece hasta su jubilación como profesor emérito en 1997.
En febrero de 1964 se convierte en el primer decano electo de la Facultad de Veterinaria de León desde la Guerra Civil, cargo en el que permanecerá hasta 1967, y en 1965 en el primer director de la Estación Agrícola Experimental de León . Fue profesor de Economía Española y director de la Escuela Social de León. Formó parte del Patronato de la Caja de Ahorros y Monte de Piedad de León (en la actualidad integrada en Caja España), donde contribuyó de forma decisiva a creación de la Universidad de León, incluida la compra por la Caja de Ahorros de la finca donde se levantaría el campus de Vegazana. Fue miembro también del nuevo patronato de la Fundación Sierra-Pambley, vinculada a la Institución Libre de Enseñanza, constituido en 1979, después de que la fundación recuperara la legitimidad fundacional y los bienes confiscados por el régimen franquista en 1936.
En febrero de 1977 es nombrado director general de Educación Básica, por Aurelio Menéndez, ministro de Educación en el primer Gobierno de Adolfo Suárez, cargo en el que permanecerá hasta el 28 de octubre. 
En noviembre de 1982 se convierte en el primer rector de la Universidad de León. Su candidatura es apoyada por una plataforma unitaria de estudiantes y profesores vinculados a grupos de la oposición de Izquierdas (PSOE y PCE) e independientes, incluidos miembros de  Alianza Popular. Consigue el apoyo mayoritario de los estudiantes (2.916 votos frente a los 726 de su oponente José Luis Sotillo, militante de UCD) y pierde por un estrecho margen entre los profesores numerarios y el personal de administración y servicios. Los cocientes de representación le dieron la ventaja a Suárez por 93 votos frente a 91. La candidatura de Sotillo logró anular dos votos emitidos por correo, pero, ante el empate, fue elegido Andrés Suárez por ser el más antiguo en el escalafón. Ocupó el puesto de rector hasta el 14 de mayo de 1984.
Desarrolló además una importante labor editorial. En 1957 crea en Zaragoza, junto a Pascual López Lorenzo , Editorial Acribia, especializada en Medicina, Veterinaria, Zootecnia, que ha publicado más de 900 títulos y posteriormente, en León, Editorial Academia, que publicará una treintena de títulos. 
Andrés Suárez fue además miembro honorario del Ilustre Colegio de Economistas de León y galardonado con la Gran Cruz de la Orden de Alfonso X el Sabio.
Murió en Oviedo el 19 de mayo de 2005 a los 85 años de edad. Sus cenizas descansan en uno de los patios de la Facultad de Veterinaria de la Universidad de León.

## Libros
- Suárez y Suárez, Andrés y Orduña Rebollo, Enrique. Bibliografía española de economía regional Editorial Academia, 1977. 286 páginas.

- Suárez y Suárez, Andrés. Reflexiones sobre la economía leonesa. Discurso inaugural del curso 1977-78. Escuela Universitaria del profesorado de EGB. Ponferrada, 1977.

- Suárez y Suárez, Andrés y otros. La ganadería leonesa y sus posibilidades de desarrollo. Instituto Leonés de Cultura. 1975. 402 páginas. 17x24 cm.

- Suárez y Suárez, Andrés;Fernández Revuelta, José; Mantero y García-Lorenzana,  María del Carmen.  Estructura económica de León. Caja de Ahorros y Monte de Piedad, 1972.125 páginas.

- Suárez y Suárez, Andrés. Información científica y formación universitaria (Discurso leído en la apertura del curso académico de 1960-1961 en la Universidad de Oviedo. Universidad de Oviedo, 1960

## Traducciones
- Carroll, W. E. y Krider, J. L. Explotación del cerdo (Traducción de Suárez y Suárez, Andrés con la colaboración de Julio Marcos Fernández ). Acribia.  Zaragoza, 1967. 475 páginas.
- Davies D., Praticultura. (Traducción de Suárez y Suárez, Andrés). Acribia. Zaragoza. ES. 1962. 435 páginas ; 22 cm.
- Burges, A. Introducción a la microbiología del suelo (Traducción de Suárez y Suárez, Andrés). Acribia.  Zaragoza, 1960. 199 páginas. 20 cm
- Hammond, John, Avances en fisiología zootécnica: las bases fundamentales de la producción animal. (Traducción de Suárez y Suárez, Andrés). Acribia. Zaragoza. 1959. 640 páginas.
- Jacquot, R. Ferrando. Las tortas alimenticias. (Traducción de Suárez y Suárez, Andrés). Acribia, Zaragoza. 1959. 139 p. ; 22 cm.
- Tassinari, Giusepe. Economía Agraria.  (Traducción de González y González, Gaspar; y Suárez y Suárez, Andrés).  Aguilar. Madrid, 1954. 275 páginas.
- Carroll, William Ernest. Explotación del cerdo. (Traducción de Suárez y Suárez, Andrés con la colaboración de Julio Marcos Fernández ). Acribia. Zaragoza, 1954. 275 páginas.
- Bretigniere, L, Godfernaux, J.  y Khatchadourian,  L. der Ensilado de los forrajes verdes. (Traducción de Suárez y Suárez, Andrés). Aguilar. Madrid, 1954.

## Artículos
- Estudio comparativo de distintas soluciones extractoras para determinar el potasio asimilable en suelos de la provincia de León. Alfredo Calleja Suárez, Andrés Suárez Suárez, Araceli Moro González. Anales de la Facultad de Veterinaria de León, ISSN 0373-1170, Año 31, N.º. 31, 1985, págs. 171-179.
- Evolución comparada de la industria alimentaria leonesa. María del Carmen Mantero García-Lorenzana, Andrés Suárez Suárez, J.L. Martínez Guerrero Anales de la Facultad de Veterinaria de León, ISSN 0373-1170, Año 31, N.º. 31, 1985, págs. 193-199.
- Estudios sobre el mercado nacional de ganados de León. II. Variaciones estacionales de precios de terneros. José Julián Fernández Revuelta, Andrés Suárez Suárez, P. Díez Martínez, Telesforo de la Puente y Puente. Anales de la Facultad de Veterinaria de León, ISSN 0373-1170, Año 30, N.º. 30, 1984, págs. 153-167.
- Estudio de las relaciones entre elementos minerales en el suelo y la planta. R. García, Araceli Moro González, Alfredo Calleja Suárez, Andrés Suárez Suárez. Anales de la Facultad de Veterinaria de León, ISSN 0373-1170, Año 30, N.º. 30, 1984, págs. 169-177.
- Ensayos comparativos de maíces ricos en aminoácidos esenciales (RAE) con variedades de grano común (1978, 1979 y 1980): efecto de la densidad y del tipo de híbrido sobre el rendimiento en grano. M. Rodríguez, Andrés Suárez Suárez, Jorge Francisco González Pérez. Anales de la Facultad de Veterinaria de León, ISSN 0373-1170, Año 29, N.º. 29, 1983, págs. 235-247.
- Incidencia de la irrigación sobre el comportamiento de ciertas gramíneas en prados permanentes. Araceli Moro González, R. García, Andrés Suárez Suárez, Alfredo Calleja Suárez. Anales de la Facultad de Veterinaria de León, ISSN 0373-1170, Año 29, N.º. 29, 1983, págs. 249-258.
- Características morfológicas y composición química de las semillas de distintas variedades de judías (Phaseolus vulgaris, L.) cultivadas en la provincia de León. F. Rodríguez, Andrés Suárez Suárez, M. Rodríguez. Anales de la Facultad de Veterinaria de León, ISSN 0373-1170, Año 28, N.º. 28, 1982, págs. 131-146.
- Estudio del comportamiento de diferentes especies pratenses frente a factores edáficos y de manejo. I. Gramíneas y leguminosas. Araceli Moro González, Alfredo Calleja Suárez, Andrés Suárez Suárez, R. García. Anales de la Facultad de Veterinaria de León, ISSN 0373-1170, Año 28, N.º. 28, 1982, págs. 147-158.
- Estudio del comportamiento de diferentes especies pratenses frente a factores edáficos y de manejo. II. Otras plantas herbáceas y factores ambientales. Araceli Moro González, Alfredo Calleja Suárez, Andrés Suárez Suárez, R. García. Anales de la Facultad de Veterinaria de León, ISSN 0373-1170, Año 28, N.º. 28, 1982, págs. 159-170.
- Influencia de dosis crecientes de abonado N-P-K en prados de siega de montaña. I. Producción. M. Rodríguez, Telesforo de la Puente y Puente, Andrés Suárez Suárez, Alfredo Calleja Caminero. Anales de la Facultad de Veterinaria de León, ISSN 0373-1170, Año 27, N.º. 27, 1981, págs. 23-31.
- Influencia de dosis crecientes de abonado N-P-K en prados de siega de montaña. II. Composición botánica. M. Rodríguez, Alfredo Calleja Caminero, Andrés Suárez Suárez, Telesforo de la Puente y Puente. Anales de la Facultad de Veterinaria de León, ISSN 0373-1170, Año 27, N.º. 27, 1981, págs. 33-43.
- Influencia de dosis crecientes de abonado N-P-K en prados de siega de montaña. III. Evolución florística. Telesforo de la Puente y Puente, Alfredo Calleja Caminero, Andrés Suárez Suárez, M. Rodríguez. Anales de la Facultad de Veterinaria de León, ISSN 0373-1170, Año 27, N.º. 27, 1981, págs. 45-54.
- Relación entre el abonado N-P-K y la composición botánica en prados de regadío de la montaña leonesa. M. Rodríguez, Alfredo Calleja Suárez, Andrés Suárez Suárez, Telesforo de la Puente y Puente. Anales de la Facultad de Veterinaria de León, ISSN 0373-1170, Año 26, N.º. 26, 1980, págs. 55-63.
- Influencia de algunos factores ecológicos y de los cuidados de cultivo sobre la producción de los prados permanentes de la montaña de León. Alfredo Calleja Caminero, Ricardo García, Andrés Suárez Suárez. Anales de la Facultad de Veterinaria de León, ISSN 0373-1170, Año 26, N.º. 26, 1980, págs. 65-70.
- Ensayos comparativos de maíces ricos en aminoácidos esenciales (RAE) con variedades de grano común (1976). I. Rendimiento en grano y contenido en lisina. F. J. González Díez, Manuel Rodríguez Pascual, Andrés Suárez Suárez. Anales de la Facultad de Veterinaria de León, ISSN 0373-1170, Año 24, N.º. 24, 1978, págs. 161-167.
- Herbert A Simon, Premio Nobel de Economía: una breve semblanza. Andrés Suárez Suárez. Económicas y Empresariales en la Universidad Nacional de Educación a Distancia, N.º. 9, 1978, págs. 113-116.
- El ácido fórmico como conservador de la alfalfa ensilada. Andrés Suárez Suárez, María Concepción Carpintero Gigosos. Anales de la Facultad de Veterinaria de León, ISSN 0373-1170, Vol. 19, N.º. 19, 1, 1973, págs. 209-218.
- Digestibilidad y valor nutritivo de las semillas de ocho leguminosas cultivadas en grano: Algarrobas (Vicia monanthos, L.); habas (Vicia faba, L.); yeros (Ervilia sativa, Link.); lentejas (Lens esculenta, Moench); guisantes (pisum sativum, L.) y alholvas (Trigo nella foenum graecum, L.) J. R. Guedas, José Antonio Guada Vallepuga, Andrés Suárez Suárez, Eduardo Zorita Tomillo. Anales de la Facultad de Veterinaria de León, ISSN 0373-1170, Vol. 18, N.º. 18, 2, 1972, págs. 551-560.
- Estudio socioeconómico de la comarca del Porma. María del Carmen Mantero García-Lorenzana, Andrés Suárez Suárez. Anales de la Facultad de Veterinaria de León, ISSN 0373-1170, Vol. 17, N.º. 17, 1971, págs. 333-504.
- Digestibilidad y valor nutritivo de las pajas de nueve leguminosas cultivadas para grano: lentejas (Lens esculenta Moench), algarrobas (Vicia monanthos, L.), almortas (Lathyrus sativus, L.), yeros (Ervilia sativa, Link), veza (Vicia sativa, L.), guisantes (Pisum sativum, L.), garbanzos (Cicer arietinum, L.), alubias y habas... J. R. Guedas, María Concepción Carpintero Gigosos, Andrés Suárez Suárez, Francisco Javier Ovejero Martínez, Eduardo Zorita Tomillo. Anales de la Facultad de Veterinaria de León, ISSN 0373-1170, Vol. 16, N.º. 16, 1970, págs. 393-403
- Nivel de asimilación para P y K de pratenses aisladas en macetas medido utilizando diferentes soluciones extractoras. Andrés Suárez Suárez, María Concepción Carpintero Gigosos. Anales de la Facultad de Veterinaria de León, ISSN 0373-1170, Vol. 15, N.º. 15, 1, 1969, págs. 131-139.
- Influencia de la fertilización mineral sobre el nivel de asimilación de P y K por plantas pratenses. Andrés Suárez Suárez, María Concepción Carpintero Gigosos. Anales de la Facultad de Veterinaria de León, ISSN 0373-1170, Vol. 15, N.º. 15, 1, 1969, págs. 141-149.
- Composición química de algunos productos utilizados como alimentos invernales en el ganado ovino de la provincia de León. Eduardo Zorita Tomillo, María Concepción Carpintero Gigosos, J. R. Guedas, Andrés Suárez Suárez. Anales de la Facultad de Veterinaria de León, ISSN 0373-1170, Vol. 15, N.º. 15, 1, 1969, págs. 209-215.
- Estudios sobre los henos de la montaña leonesa: II. Digestibilidad "in vivo" e "in vitro" y valoración energética. Eduardo Zorita Tomillo, María Concepción Carpintero Gigosos, Andrés Suárez Suárez, Francisco Javier Ovejero Martínez, J. R. Guedas. Anales de la Facultad de Veterinaria de León, ISSN 0373-1170, Vol. 14, N.º. 14, 1968, págs. 257-285.
- Estudios sobre los henos de la montaña leonesa: III. Influencia de la época de siega sobre el rendimiento de los prados y el valor nutritivo de los henos. Francisco Javier Ovejero Martínez, Andrés Suárez Suárez, Eduardo Zorita Tomillo, J. R. Guedas. Anales de la Facultad de Veterinaria de León, ISSN 0373-1170, Vol. 14, N.º. 14, 1968, págs. 287-300.
- Estudios sobre henos de la montaña leonesa: 1. Composición química de las muestras recogidas en heniles. Eduardo Zorita, Francisco Javier Ovejero Martínez, María Concepción Carpintero Gigosos, Andrés Suárez Suárez, J. R. Guedas. Anales de la Facultad de Veterinaria de León, ISSN 0373-1170, Vol. 13, N.º. 13, 1967, págs. 297-306.
- Estudio comparativo del valor de algunas soluciones extractoras del P y K del suelo en relación con su contenido en cinco especies pratenses. María Concepción Carpintero Gigosos, Andrés Suárez Suárez. Anales de la Facultad de Veterinaria de León, ISSN 0373-1170, Vol. 12, N.º. 12, 1966, págs. 267-284.
- Modificaciones de la lignina y formación de material húmico en el tracto digestivo de los rumiantes. Eduardo Zorita Tomillo, Andrés Suárez Suárez, María Luisa Calvo. Anales de la Facultad de Veterinaria de León, ISSN 0373-1170, Vol. 12, N.º. 12, 1966, págs. 285-309.
- Experimento comparando la urea y amonitro como fertilizante de los prados. María Ascensión Santos, Andrés Suárez Suárez. Anales de la Facultad de Veterinaria de León, ISSN 0373-1170, Vol. 11, N.º. 11, 1965, págs. 309-322.
- La calidad de los henos de la montaña leonesa. María Ascensión Santos, Andrés Suárez Suárez, María Concepción Carpintero Gigosos. Anales de la Facultad de Veterinaria de León, ISSN 0373-1170, Vol. 10, N.º. 10, 1964, págs. 31-52.
- La Estación Agrícola Experimental de León. Miguel Cordero del Campillo, Andrés Suárez Suárez, Eduardo Zorita Tomillo. Tierras de León: Revista de la Diputación Provincial, ISSN 0495-5773, Vol. 3, N.º 4, 1963, págs. 131-133.
- La Lallemantia ibérica, una oleaginosa de interés agrícola y ganadero. Andrés Suárez Suárez. Anales de la Facultad de Veterinaria de León, ISSN 0373-1170, Vol. 5, N.º. 5, 1959, págs. 19-27.
- En torno al problema de la determinación de los costes en Agricultura. Andrés Suárez Suárez Anales de la Facultad de Veterinaria de León, ISSN 0373-1170, Vol. 2, N.º. 2, 1956, págs. 3-31.
- Desarrollo económico y reforma agraria en los países hispanoamericanos. Andrés Suárez Suárez. Anales de la Facultad de Veterinaria de León, ISSN 0373-1170, Vol. 2, N.º. 2, 1956, págs. 33-53.